# 以色列—黎巴嫩关系
自1940年代建立以來，以色列與黎巴嫩的關係經歷了起起伏伏。自兩國分別成立以來，一直沒有建立外交關係。

## 歷史
黎巴嫩沒有採取針對以色列1948年阿以戰爭的正式組成部分，但黎巴嫩是第一個阿拉伯聯盟國家的信號與停戰條約的願望，以色列在1949年黎巴嫩沒有參加六日戰爭在1967年也沒有1973年的贖罪日戰爭有任何重大意義，直到1970年代初，黎巴嫩與以色列的邊界一直是以色列與任何其他鄰近的阿拉伯聯盟國家之間最平靜的邊界。但巴勒斯坦解放組織進入黎巴嫩後，局勢開始惡化。
自黎巴嫩內戰和1982年以色列入侵黎巴嫩後，兩國關係開始十分惡劣。而真主黨的崛起，更導致和以色列至今長達數十年的軍事衝突。以色列在1982-2000年佔領黎巴嫩南部。2006年以黎衝突，最終導致以色列完全撤出黎巴嫩南部。
2022年10月27日，以色列总理办公室宣布与黎巴嫩正式签署海上边界划分协议。